# Benedettine del Sacro Cuore di Montmartre
Le Benedettine del Sacro Cuore di Montmartre (in francese Bénédictines du Sacré-Cœur de Montmartre; sigla B.S.C.M.) sono un istituto religioso femminile di diritto pontificio.

## Storia
Le origini della congregazione si ricollegano a quelle delle Adoratrici del Sacro Cuore di Gesù di Montmartre fondate da Adèle Garnier.
Nel 1945 la comunità di Louvigné-du-Désert chiese al cardinale Clément-Emile Roques, arcivescovo di Rennes, di essere separata dalla congregazione, la cui casa-madre si era trasferita da Parigi a Londra, e di costituirsi in istituto autonomo.
La richiesta della comunità fu trasmessa alla Santa Sede che accolse l'istanza delle religiose: il decreto di separazione fu emesso il 22 ottobre 1947.

## Attività e diffusione
Le suore si dedicano principalmente alla preghiera contemplativa.
Sono presenti in varie località della Francia; la sede generalizia è nella Cité du Sacré-Cœur, a Parigi.
Alla fine del 2015 l'istituto contava 112 religiose in 10 case.